# Orkjärve Naturfredningsområde
Orkjärve Naturfredningsområde er et fredet naturområde beliggende i landsbyerne Aude, Jaanika og Tabara i Nissi vald (kommune), Harjumaa i det nordlige Estland. Det blev oprettet i 2005.
Det fredede område består af Orkjärve mose og træbevoksede tørvemosområder samt Viisu mose for at beskytte de sjældne og fredede plantearter i området.

59°08′30″N 24°13′24″Ø / 59.14167°N 24.22333°Ø